# Talla lítica experimental

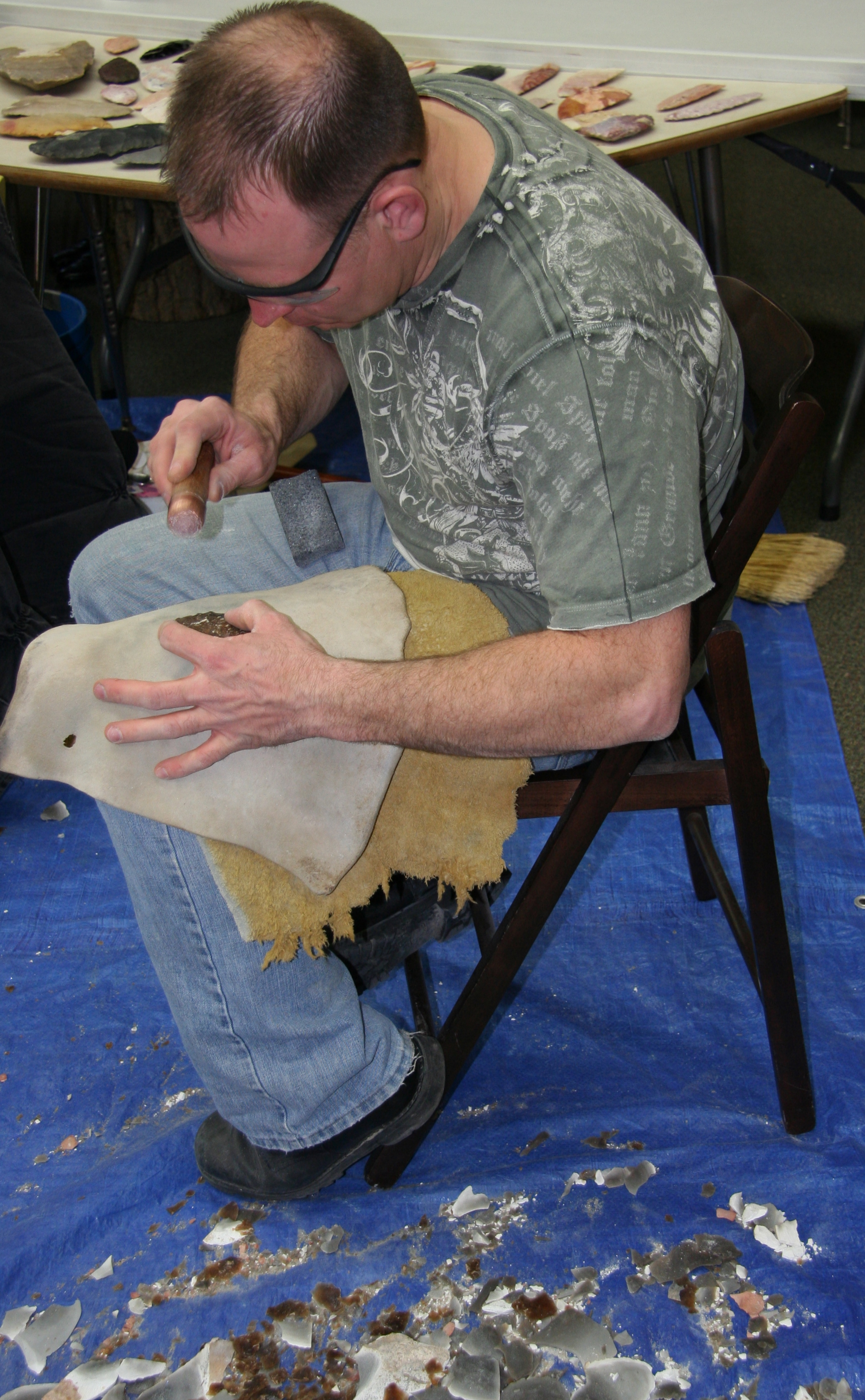
Talla lítica experimental.

La talla experimental de rocas duras por fractura concoidea es uno de los medios de los que se sirven los prehistoriadores y arqueólogos para compreder mejor los artefactos líticos prehistóricos. El objeto fundamental es resolver problemas planteados al estudiar objetos tallados en la Prehistoria o en periodos posteriores; algo esencial para completar la cadena operativa y, por extensión para aproximarse a la economía del pasado, al menos parcialmente. Las experiencias de talla son una técnica auxiliar de la tipología y la tecnología líticas, también de la trazalogía, de la arqueología del comportamiento, de la arqueología del paisaje y, por supuesto, de la enseñanza universitaria.
Estos experimentos no buscan la reproducción estética de objetos prehistóricos para su exhibición o su venta, sino que tiene objetivos científicos o, secundariamente, didácticos y como complemento de la trazalogía.
Las experiencias de talla son un proceso analítico que tiene la ventaja de parecerse a un experimento de laboratorio. De hecho, es posible repetir ese experimento tantas veces como sea necesario, cambiando un único parámetro como, por ejemplo, la posición, el movimiento, el percutor o la estabilidad del núcleo o del soporte: en este sentido, podemos verificar ciertas hipótesis surgidas de la investigación prehistórica explorando sus posibilidades, dentro de las limitaciones que aún existen en el conocimiento de este campo. Porque las experiencias de talla, para que sean científicas, deben partir de una hipótesis surgida de la información arqueológica (no se trata de tallar por tallar, para ver qué pasa, por placer o para obtener piezas bonitas). Esto no implica que podamos conectar con la mente del artesano prehistórico. Tal cosa es imposible: las motivaciones del hombre prehistórico son, lógicamente, diferentes a las del experimentador. La talla no forma parte de nuestro sistema de vida, al contrario, tiene objetivos científicos, que son:

## Historia de la talla experimental
La talla experimental científica tiene una larga tradición en Francia, donde comenzó ya en 1903, de la mano de H. Müller, más tarde, en 1929, L. Coutier continuó experimentando, aunque el impulso definitivo vino tras la Segunda Guerra Mundial, sobre todo con François Bordes (Universidad de Burdeos), a menudo en colaboración con el americano Donald Crabtree (Universidad de Berkeley), quien, sin duda, le superó en este campo, en parte gracias a que pasó largas temporadas con el indio Ishi en California, para que le enseñase sus técnicas. Su influencia como investigador permitió que la experimentación calara hondo en Estados Unidos e Inglaterra. Así, le siguieron M.-H.Newcomer, J. Tixier, M. Lenoir, J. Pelegrin, E. Boëda Butler y otros muchos. En estos países es fácil encontrar revistas, libros, foros, simposios, cusos prácticos...; fuera de ellos, la mayoría de los experimentadores son autodidactas o formados en el extranjero; al menos hasta hace muy poco, dada la escasa tradición de la Arqueología experimental.

## Objetivos de la talla experimental

### Mostrar la verdadera realidad del hombre prehistórico
A veces, el público que se interesa sobre los artefactos líticos, los estudiantes, o incluso muchos licenciados en la especialdad, comprenden mejor y en unos segundos lo que es un útil prehistórico viendo una exhibición experimental o recibiendo una clase práctica. En cambio, muchas páginas y muchos dibujos o esquemas son incapaces de revelarlo con la misma claridad. Por eso es normal tener ideas equivocadas o prejuicios en este tema:
- Por ejemplo, es falso que el humano achelense estuviese tallando y volviendo a tallar horas y horas para fabricar sus herramientas. En realidad, bastan minutos para fabricar un bifaz, incluso retallándolo con percutor blando, y unos segundos para retocar una raedera (una vez obtenida la lasca-soporte). Semenov decía que «la elaboración de bifaces es una tarea perfectamente realizable por un hombre contemporáneo carente de toda calificación en trabajos manuales».[12] Otra cosa es que supiera de dónde sacar los elementos necesarios, pues la talla lítica es algo más que dar garrotazos sin un fin concreto.

- Que la mayor parte de las piezas no son armas ofensivas: casi nunca se destinaron a atacar a humanos (aunque hay evidencias de muertes violentas, se ignora si fueron accidentes[13]). Tampoco abundaban las armas de caza, salvo en pequeñas proporciones: la mayor parte son utensilios de uso doméstico o cotidiano.

- Que la experimentación se puede iniciar con elementos sencillos: unos cuantos percutores y materia prima adecuada. Sin embargo, no se puede crear un especialista de la noche a la mañana. Como en cualquier disciplina, se necesitan años para conseguirlo. Es decir, que las valoraciones dignas de crédito deben ser fruto del trabajo de especialistas experimentados.

### El examen de la materia prima

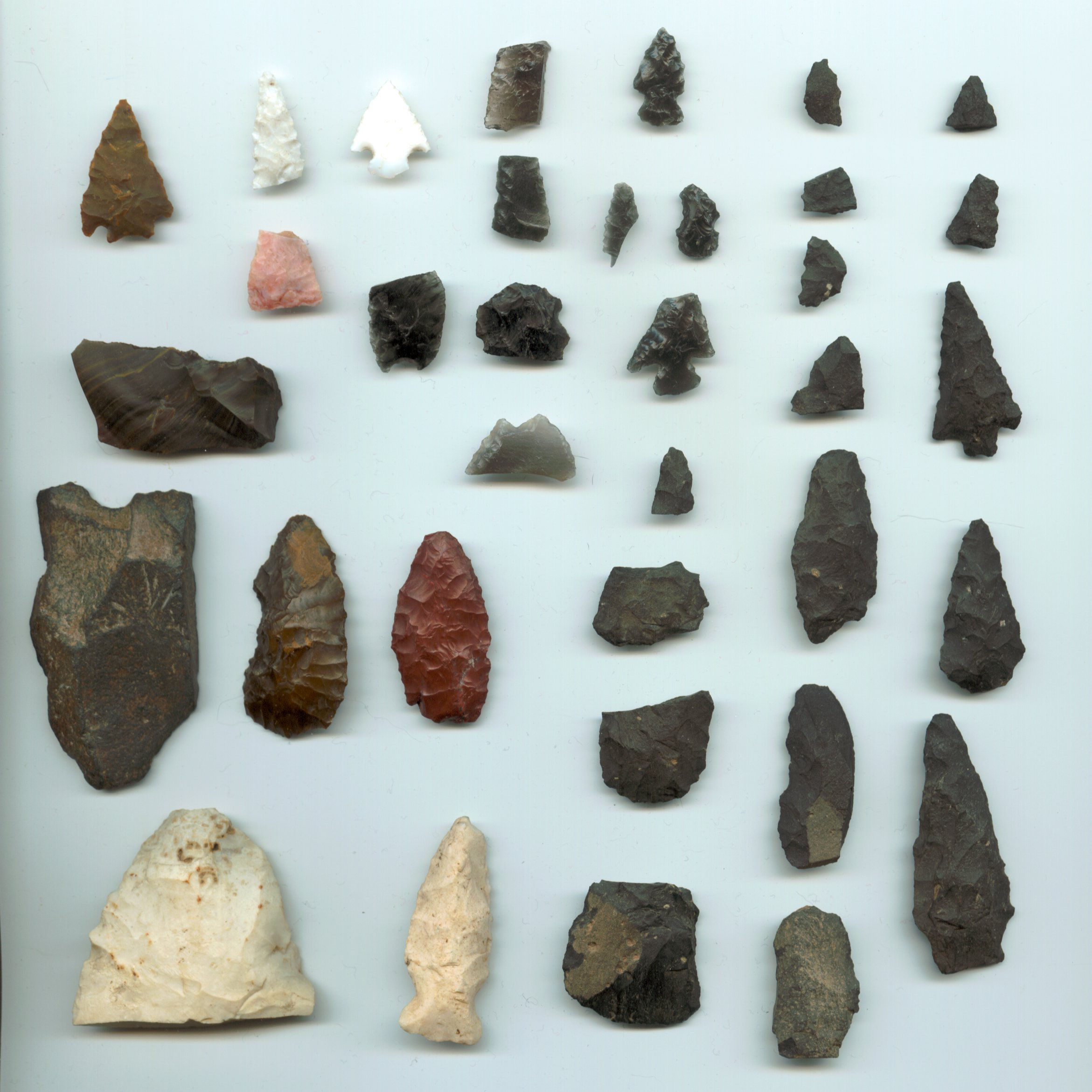
Artefactos tallados en diversas materias primas.

Cuando conocemos el origen de la materia prima, es importante examinarla sometiéndola a la talla experimental, lo que permitirá aclarar cuestiones básicas. Es indispensable, cuando se estudia una industria lítica, que no se juzgue una materia prima antes de haberla tallado. Es necesario saber en qué tamaños está disponible, así sabremos si pudieron elaborar instrumentos más grandes o más pequeños. Conociendo las características físicas de la roca, su calidad y homogeneidad, todo según su respuesta empírica a la talla (ya que no nos referimos a resultados petrológicos) sabremos cuáles son los límites de las posibles técnicas o métodos líticos y si los artesanos prehistóricos pudieron superar las limitaciones de la materia.
Si el yacimiento es rico en artefactos bellamente tallados en una materia prima local excelente, su interés será relativamente limitado. Por el contrario, frente a herramientas aparentemente “toscas”, lo esencial es probar la materia prima para establecer sus posibilidades frente a las técnicas que hayan sido observadas. Estas cosas deben hacerse antes de juzgar los arcaísmos en la habilidad de un artesano prehistórico. Con algunas cuarcitas aparentemente de buena calidad es casi imposible conseguir lascas laminares, y más difícil aún es obtener hojas delgadas que no rompan al extraerlas. Sin embargo, no hay forma de que un artesano experimentado pueda darse cuenta de ello, si antes no lo experimenta. No es un caso único, muchas rocas son fáciles de tallar en apariencia, pero tienen unas posibilidades muy limitadas; aunque, siempre se pueden probar métodos alternativos. Este es el caso de los cuchillos Sendoki de borde abatido (Paleolítico Superior del Japón), que fueron fabricados sobre sanukita (una variante de la andesita), a menudo, en lascas intencionalmente más anchas que largas. Éstas fueron extraídas a partir de la superficie convexa de la cara inferior de una lasca (es decir, estamos ante una variante del Método Kombewa).

### Redescubrimiento de técnicas y métodos desaparecidos

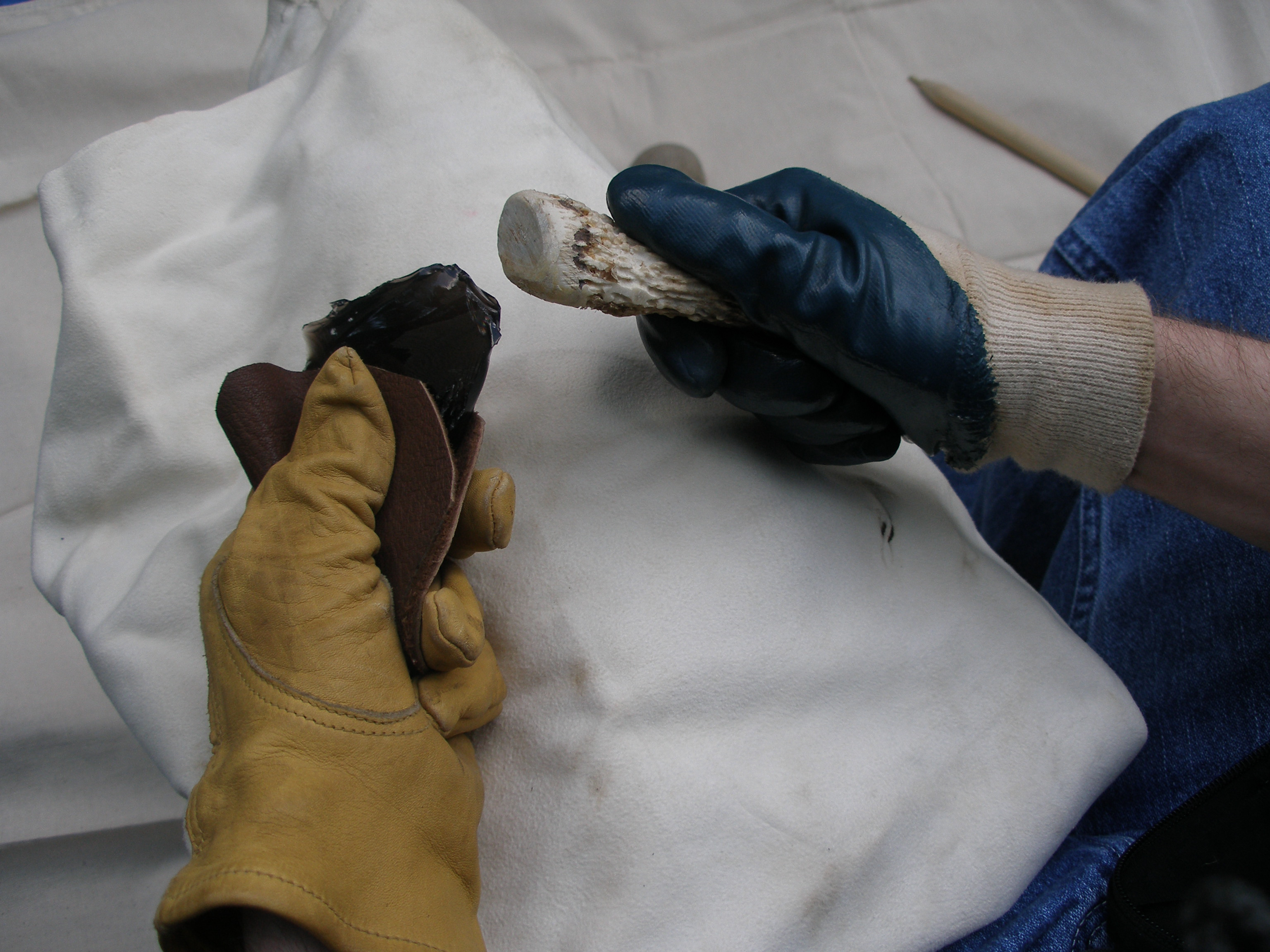
Un experimento de talla con percutor de asta de cérvido.

Para poder valorar una técnica o un método, debemos, antes que nada, intentar reconstruirla experimentalmente. Si, por el contrario, no somos capaces de reproducir una técnica, al menos podremos inferir sus límites. No obstante, tales límites no deben ser dogmáticos; debemos ser honestos frente a nuestras limitaciones experimentales. Por ejemplo: aunque ya es posible distinguir la talla por presión de la percusión indirecta con pieza intermedia (gracias a ciertas características significativas), en otros casos no se han reunido experimentos suficientes. Si las muestras o los investigadores experimentales fuesen más numerosos, se podrían ampliar las observaciones y consolidar las conclusiones.
Hay muchas técnicas que no se han podido elucidar aún. Entre ellas, la extracción de larguísimas hojas de sílex (cerca de 60 centímetros) del Magdaleniense de la (Isla de Francia) o los impresionantes núcleos neolíticos de Grand-Pressigny (Indre-et-Loire), ni las hojas ceremoniales de obsidiana que, fabricadan los aztecas para sus tumbas. Por el contrario, ya se está experimentando seriamente la extracción de hojas por percusión directa con percutor de piedra (que, aunque se sabe que fue practicada desde el Paleolítico Medio, no se conocía en profundidad): Donald Crabtree ha sido capaz de obtener hojas incluso por percusión inversa con percutor duro durmiente.
Aunque la extracción de hojas por presión con una palanca-compresora se conoce desde hace mucho, tanto por descripciones antiguas como por estudios teóricos, apenas está comenzando a ser experimentada debido a sus dificultades técnicas a multitud de detalles desconocidos. Hay lagunas en otros muchos procedimientos, pero la causa fundamental es la falta de experimentación. Por ejemplo, aún no sabemos con detalle cómo se rompían las puntas de los bifaces del yacimiento achelense de El Basalito (Castraz de Yeltes, Salamanca) y es necesario discernir si este tipo de fractura era un accidente o, como se sospecha, el resultado de un determinado gesto de utilización.

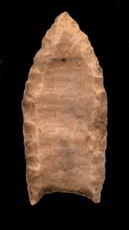
Punta de Folsom

Lo mismo ocurre con cierto tipo de lascados, de los cuales se ignora casi todo; por ejemplo, existe una importante controversia sobre el retoque tipo Quina, propio de ciertas facies del Musteriense: para algunos una técnica intencional, para otros no es más que es el resultado de reavivar una y otra vez el mismo artefacto, hasta que los golpes se comen la materia disponible, en fin, hay quien piensa que es un tipo de macrohuellas de uso.
Está claro, por otra parte, que nuestros progresos se aceleran cuando varios científicos experimentan sobre el mismo problema concreto. Por ejemplo, ahora sabemos como conseguir la característica acanaladura de las Puntas Folsom, pues varios expertos la han obtenido por técnicas diferentes: hay expertos que han podido «aflautar» estas características puntas de proyectil por percusión directa, por percusiíon indirecta o, incluso, por presión. La puesta en común de experimentos independientes es valiosísima pues nos ayuda a completar eslabones de la cadena operativa de industrias líticas hace posible una reconstrucción precisa de los diferentes esquemas de talla empleados, así como la definición de varios métodos.

### La transmisión del conocimiento

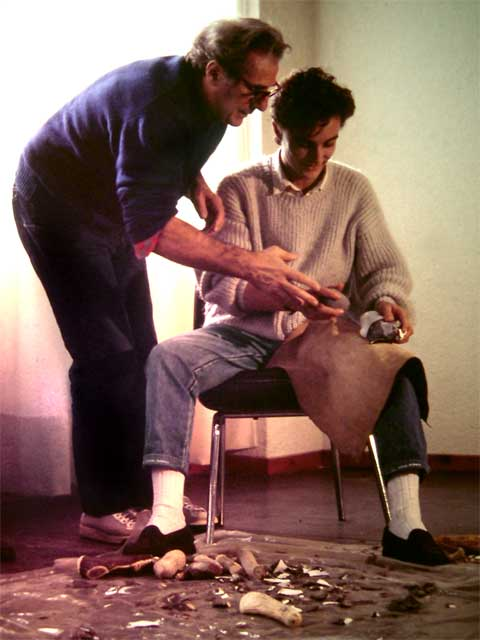
Jacques Tixier dando una clase práctica de talla experimental.

Los que se inician en los estudios prehistóricos pueden aprender más sólida y rápidamente si han aprendido las nociones básicas de la mano de un profesor que ya haya experimentado. De este modo se ahorrarán pasos en falso. También podrán saber cuál es el mejor camino para ir adquiriendo destreza o elegir la especialidad adecuada. Secundariamente, los especialistas en la talla experimental pueden mostrar a otros investigadores de la industria lítica si ciertas cicatrices son accidentales o intencionadas. Si tales procedimientos son fáciles o difíciles (estableciendo ciertas coordenadas sobre lo que puede ser considerado evolucionado o no). Por ejemplo, es relativamente fácil tallar un bifaz achelense extremadamente bello y simétrico pero es mucho más complejo extraer una punta Levallois. También pueden enseñar a distinguir los microlascados debidos a una preparación de una plataforma de percusión de las trazas de uso. La abrasión del borde del plano de percusión o de presión de un núcleo (para eliminar la cornisa formada por los contraconcoides anteriores) es necesaria para realizar lascados eficientes con percutores de asta o de madera. Esta abrasión (fricción con un canto) siempre deja trazas y, a veces, causa intensos desgastes. Durante mucho tiempo estos desgastes fueron confundidos con huellas de uso.
Para distinguir entre lascados de preparación o, cuando menos, lascados previos a la extracción de los auténticos retoques. Una viruta de buril con una preparación previa cuya cara inferior está intacta y sin retoques, es un desecho de talla característico y no una hojita de borde abatido, pero si la cara inferior está fuertemente afectada por retoques, es un útil. Asimismo, no se pueden calificar de buriles simples piezas en las que el (falso) «golpe de buril se realizó cuando la lasca estaba aún en el núcleo». Una vez que estas intenciones han sido aclaradas, su lugar en la cadena operativa debe ser definido.
La experimentación ya está ayudando a valorar el conocimiento técnico de los pueblos prehistóricos, y a evaluar su efectividad y rendimiento. Por ejemplo, se ha demostrado que la preparación de un núcleo para realizar extracciones predeterminadas de cualquier tipo (desde las Levallois, hasta las de hojas) es mucho más difícil que las extracciones mismas.

## Problemas epistemológicos
La motivación científica de la arqueología experimental es innegable: partiendo de un esfuerzo, de base antropológica, para unir las sociedades primitivas y las actuales. El antropólogo polaco Bronislaw Malinowski fue uno de los primeros en defender, en la primera mitad del siglo XX, el papel del «observador participante» en etnografía como un medio para penetrar la mentalidad primitiva: el investigador no debe limitarse a observar (como haría un mero prehistoriador), sino que debe participar de los aspectos de la vida cotidiana. Sin embargo, en Arqueología, el papel del «observador participante» tiene sus limitaciones, puesto que no contamos con la totalidad de la información, lo que hace casi imposible interpretar un hecho sin considerar su contexto y sus relaciones con los demás hechos que desconocemos. No se debe caer en el error de confundir el análisis de una tecnología pasada con la recreación conjetural de la misma, por muy controlada que esté su experimentación.

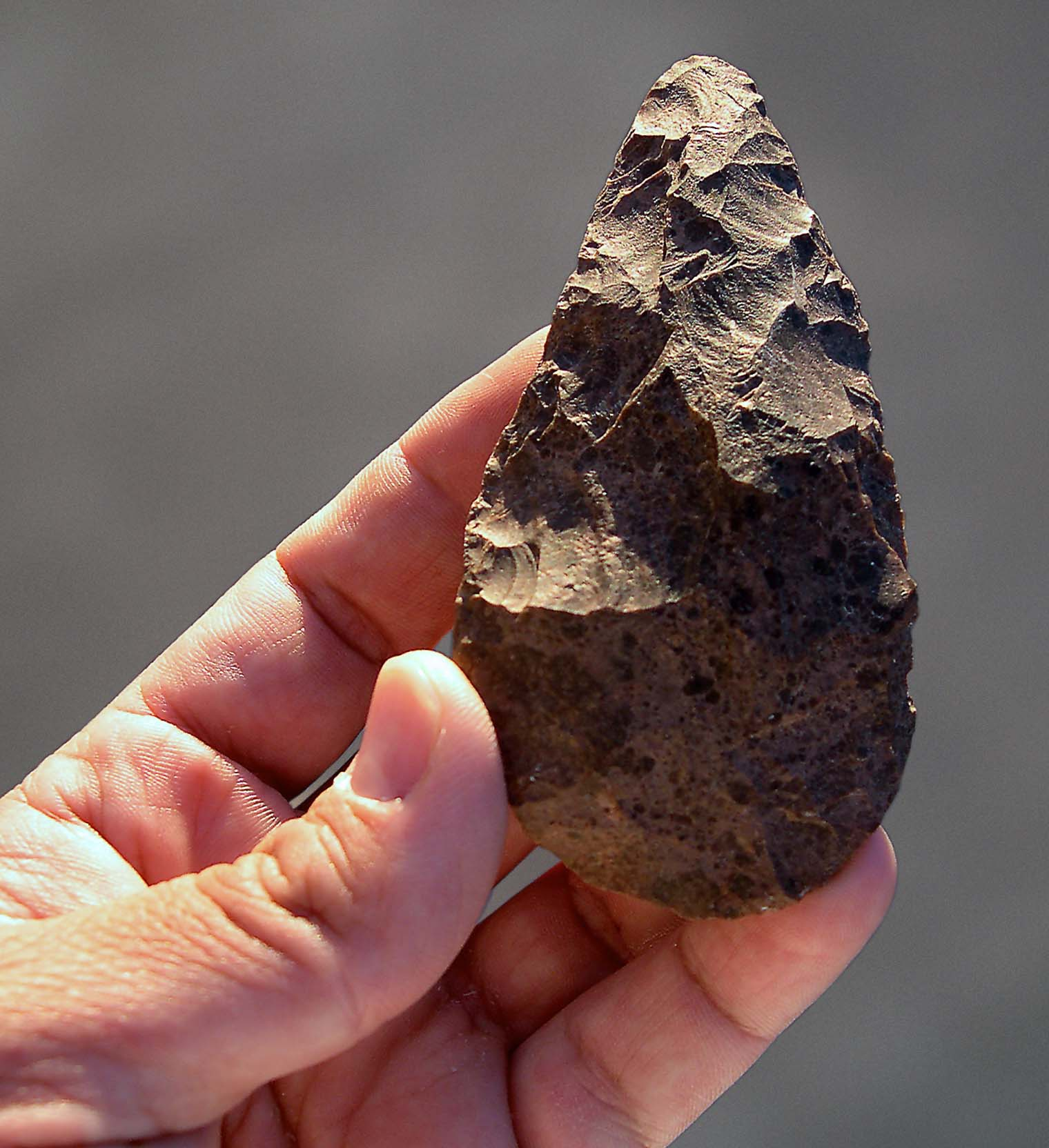
Bifaz replicado experimentalmente con percutor blando de cuerna de cérvido.

La talla experimental, como se comenta más arriba, debe estar motivada por una serie de hipótesis científicas. Después hay que experimentar con cada una de las posibilidades técnicas, variando un solo parámetro cada vez y comprobando el resultado, y por último, contrastar los resultados, con los obtenidos en materiales arqueológicos, si puede ser, con los que estimularon la formulación de las hipótesis. Dado el escaso desarrollo de esta disciplina, será normal que haya consecuencias inesperadas que, a su vez, puedan suscitar problemas científicos que inciten a nuevos experimentos. Incluso de los experimentos fallidos se pueden obtener conclusiones válidas, pues permiten valorar los fracasos que también tuvieron los tallistas del pasado. No obstante, hay que excluir de la investigación las experiencias de talla cuyo único objeto es adquirir práctica, obtener resultados semejantes a los útiles a replicar, pero sin fines científicos. A medida que la pericia del experimentador crece, se pueden ir añadiendo conclusiones científicamente válidas, con precaución y siempre a nivel particular; sólo cuando el investigador es muy experimentado, tanto como para poder controlar todos y cada uno de los parámetros de su trabajo, podemos confiar en que sus conclusiones se pueden generalizar. Esto implica que la talla experimental tiene una falla de base, dado su nivel epistemológico, bajo o, como mucho, medio: depende estrechamente de las circunstancias personales del experimentador.
Muchos de los tallistas actuales no tienen formación de arqueólogos y, de hecho, existe un gran grupo de ellos que, a pesar de su enorme habilidad, no se mueven por objetivos científicos, sino de otra índole. Así, es fácil encontrar, en tiendas de souvenirs (incluso, en línea) réplicas para los turistas o coleccionistas, incluso fantasías talladas en rocas de vivos colores que nunca existieron en la Prehistoria. Mientras este tipo de trabajos es tachado de falta de rigor científico, cuando se llega al extremo opuesto, tenemos experimentos excesivamente puristas, demasiado controlados, ajenos a circunstancias arqueológicas reales, pues, al fin y al cabo salen de un laboratorio, por así decirlo, esterilizado. En estos casos, es extremadamente arriesgado ir de lo particular a lo general. Incluso aunque sea factible minimizar este problema multiplicando los experimentadores y los experimentos, y que estos sean capaces de repetirse siempre en idénticas ciscunstancias; esperando que llegar a las mismas conclusiones. También es posible que lleguen a resultados no iguales.
Por eso, el problema fundamental de la talla experimental, desde el punto de vista científico, es su carácter puramente empírico y la imposibilidad de establecer una relación directa entre los resultados de los experimentos y las observaciones arqueológicas, es decir, la generalización nomotética. Como toda simulación, se trata de un proceso exclusivamente inductivo y la contrastación de hipótesis se sustenta en sutilezas sólo perceptibles por especialistas muy cualificados (¿estamos, quizá, hablando de técnicas cuasiexperimentales?). Eso, por no decir que se basa en apreciaciones subjetivas de un pequeño grupo de iniciados, a menudo reacios a desvelar sus «secretos» (de hecho el propio Tixier, uno de los grandes especialistas en el campo de la talla experimental, entona el mea culpa por no haber difundido antes y más profusamente sus conocimientos). Así, pues, a pesar de los innegables avances, las conclusiones hay que tomarlas con precaución, pues, por más que se trate de experimentos de talla controlados, subsisten numerosas variables libres y presunciones arbitrarias propias de toda simulación hecha a partir de datos incompletos. Por último, corremos el peligro de olvidar la imprecisión persistente entre el lejano pasado, que estudiamos, y el presente, que estamos experimentando, ya que es imposible situarse al nivel de las necesidades, inquietudes y conocimientos tecnológicos del humano prehistórico.
Hay sin embargo, al menos, dos formas de enlazar directamente los experimentos de talla con la realidad arqueológica, uno son los remontajes de piezas recogidas en un yacimiento dado. Estas una vez casadas, revelan, cuando menos, una gran parte de la cadena operativa. En estas circunstancias, es posible reconstruir una o varias fases de la tarea del artesano prehistórico y replicar no el objeto en sí, sino los pasos que se han seguido en su elaboración. En segundo lugar, está la réplica de utensilios destinados a ser sometidos a estudios de huellas de uso. Así, se reconstruyen tipos y se utilizan en diversas circunstancias, para, después, comparar los resultados obtenidos en el laboratorio con aquellos procedentes de las excavaciones. La talla experimental es, por tanto, fundamental para la trazalogía, pues es un paso previo a la contrastación de sus resultados.

### En español
- Boletín de Arqueología Experimental
- Laboratorio de Arqueología Experimental UAM (enlace roto disponible en Internet Archive; véase el historial, la primera versión y la última).
- Varios Autores (2006). «Talleres de Arqueología experimental» (Museo de San Isidro edición). Madrid, España: Servicios minicipales del Ayuntamiento de Madrid. Consultado el Fecha de acceso de la URL: 1 de septiembre de 2006..

### En inglés
- Paleoindian & Other Archaeological Stuff
- Archaeology World's Stone Artefacts
- Reconstructing late archaic techbology: An experimental study of flaked stone in the Upper Peninsula of Michigan, por Bradley R. Hanson y James M. Skibo. Interesan las fotografías del final, son muy explícitas
- Cómo fabricar puntas de flecha prehistóricas con una botella de cerveza.

- Datos: Q13645339
- Multimedia: Flint knapping / Q13645339